# شهرستان هود ریور (اورگن)
شهرستان هود ریور، اورگن (به انگلیسی: Hood River County, Oregon) شهرستانی در ایالات متحده آمریکا است که در اورگن واقع شده‌است.

## خصوصیات
شهرستان هود ریور ۱٬۳۸۳٫۰۶ کیلومترمربع مساحت دارد.